# Płaszcz (technika)
Płaszcz (w technice) to element konstrukcyjny urządzenia technicznego pełniący funkcję osłony dla innych elementów. 
W przypadku, gdy elementem osłaniającym jest ciecz lub gaz, stosowane jest również określenie koszulka. W podstawowych zastosowaniach  to płaszcz chłodzący i płaszcz grzewczy.
W stosunku do osłon przed uszkodzeniami mechanicznymi używa się określenia pancerz.
- uzbrojenie
  - płaszcz lufy
  - płaszcz pocisku
- elektryczność
  - płaszcz anodowy
  - płaszcz przewodu elektrycznego
- górnictwo
  - płaszcz mrożeniowy
- mechanika
  - płaszcz tłoka
  - płaszcz pieca
- obróbka cieplna
  -     - płaszcz parowy
- optotelekomunikacja
  - płaszcz światłowodu